# Hugo Boss (stilista)
Hugo Ferdinand Boss (Metzingen, 8 luglio 1885 – Metzingen, 9 agosto 1948) è stato uno stilista tedesco, fondatore del marchio Hugo Boss e membro attivo del partito nazista già nel 1931 rimanendo fedele alla sua ideologia per l'intera esistenza del partito.

## Biografia
Boss nacque a Metzingen, era il più giovane dei cinque figli di Luise (nata Münzenmayer) ed Heinrich Boss. Fece un apprendistato come mercante, completò il servizio militare dal 1903 al 1905 e lavorò in una fabbrica di tessitura a Costanza. Assunse poi l'eredità del negozio di lingerie dei suoi genitori a Metzingen nel 1908. In quell'anno, sposò anche Anna Katharina Freysinger da cui ebbe una figlia. Nel 1914, fu mobilitato nell'esercito e prestò servizio durante la prima guerra mondiale con il grado di caporale. Morì per un ascesso dentale nel 1948.

## Società Hugo Boss

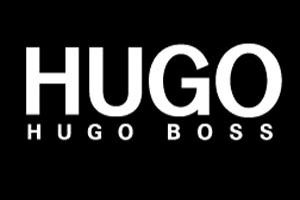
Logo del suo omonimo marchio di abbigliamento

Egli fondò il suo marchio di abbigliamento a Metzingen nel 1923 e un anno dopo una fabbrica (in principio con due partner).
La società produceva maglie e giacche e poi abiti da lavoro, abbigliamento sportivo e impermeabili. Negli anni trenta, produsse le uniformi per le  SA, le  SS, la gioventù hitleriana, per il servizio postale, i dipendenti delle ferrovie e in seguito per la Wehrmacht.

## Sostegno al nazionalsocialismo
Boss aderì al Partito Nazionalsocialista Tedesco dei Lavoratori nel 1931, due anni prima dell'avvento di Adolf Hitler al potere. Entro il terzo trimestre del 1932, l'uniforme nera delle SS (per sostituire le camicie brune delle SA) fu progettata dal SS-Oberführer prof. Karl Diebitsch e da Walter Heck (graphic designer), che non avevano alcuna affiliazione con la società. Il marchio Hugo Boss produsse queste uniformi nere insieme alle camicie brune delle SA e le uniformi nere e marroni della gioventù hitleriana. Alcuni lavoratori sono stati riconosciuti come prigionieri di guerra francesi e polacchi costretti a lavorare. Nel 1999, gli avvocati statunitensi che agivano per conto dei sopravvissuti dell'Olocausto iniziarono azioni legali contro la compagnia Hugo Boss per l'uso del lavoro da schiavi durante la guerra. L'abuso di 140 lavoratori forzati polacchi e 40 francesi ha portato a delle scuse da parte della società.
Dopo la seconda guerra mondiale, il processo di denazificazione vide Boss inizialmente etichettato come un "attivista, sostenitore e beneficiario" del nazionalsocialismo, le cui conseguenze furono una pesante multa, e la privazione del diritto di voto e della capacità di gestire un'impresa. Tuttavia, questa sentenza iniziale fu appellata, e Boss fu ri-etichettato come "seguace", una categoria con una punizione meno severa. Tuttavia, gli effetti del divieto portarono il genero di Boss, Eugen Holy, a subentrare sia alla proprietà che alla gestione della società.